# Datronia decipiens
Datronia decipiens är en svampart som först beskrevs av Giacopo Bresàdola, och fick sitt nu gällande namn av Leif Ryvarden 1988. Datronia decipiens ingår i släktet Datronia och familjen Polyporaceae.   Inga underarter finns listade i Catalogue of Life.